# 히바 혁명
히바 혁명(러시아어: Революция в Хиве)은 1917년부터 1924년까지 히바 칸국 지역에서 일어난 혁명으로, 칸국이 붕괴되고 이후 붉은 군대의 개입 없이 화레즘 소비에트 사회주의 공화국이 세워졌으며, 이후 소련의 1924년 국경 분할 정책으로 우즈베크 소비에트 사회주의 공화국, 투르크멘 소비에트 사회주의 공화국, 타지크 소비에트 사회주의 자치 공화국이 세워지게 되었다.

## 1917년~1920년 히바 칸국

### 1917년 히바 칸국과러시아 임시 정부, 10월 혁명
1910년부터 1918년까지 히바 칸국은 아스판디야로프 칸이 지배하고 있었다. 1917년 2월 혁명 이후 자유주의적인 개혁을 시도했으나, 니콜라이 2세와 러시아 임시 정부가 집권에 실패하고 보수적이였던 아스판디야로프 칸의 성격 때문에 개혁은 실패로 돌아갔다. 특히 10월 혁명 이후 칸에 대한 불만이 증가하면서 러시아의 볼셰비키가 진보적인 법령인 토지 시행령이 히바 지역에서도 영향을 주기 시작했다. 히바 칸국이 독립을 선포하면서 러시아 임시 정부를 인정했지만, 이 임시정부는 10월 혁명 이후 폐지되었다.

### 1918년 히바 쿠데타
1918년, 아스판디야로프 칸에 대한 불만이 증가하고 있던 시점 1918년 봄에 투르크멘 요멘드의 지휘관 주나드 칸이 쿠데타를 시행하여 거의 저항없이 히바 칸국을 장악했다. 주나드 칸은 아스판디야로프 칸을 폐위하고 그 자리에 자신의 동생인 사이드 압둘라 칸을 세웠다.

### 1918년~1920년 히바 칸국과 공산당
주나드 칸이 독재를 시행하고 그의 호전적인 외교 정책 때문에 페트로-알렉산드로브스크 포위전에서 끔찍한 패배를 당하자 여기를 넘어서 칸국과 더 나아가는 것에 대해 반발하게 되는 계기가 된다. 1918년, 히바 밖에서 "화레즘 공산당"이 창설되었다. 1919년 11월에는 600명의 당원으로 크기가 작았지만, 나중에 러시아 소비에트 연방 사회주의 공화국의 도움으로 세력이 커졌으며, 나중에 히바의 권력을 세르셰그셰이가 차지하게 되는 계기가 된다.

## 1920년~1924년 히바 국가

### 1920년 히바 칸국의 멸망과 화레즘 소비에트 인민공화국의 설립
히바 칸국 내의 모순이 점차적으로 확대되어 1919년 11월에는 히바 칸국에 공산주의자 반란이 시작되었다. 그러나, 반군은 정부군을 이길 수 있을 만큼 크지 못했다. 결국, 반군은 러시아의 붉은 군대에게 도움을 청했다. 1920년 2월 주나드 칸의 군대가 러시아 2군단의 공격으로 와해되어 사이드 압둘라 칸이 퇴위하였고, 1920년 4월 26일에는 이 지역에서 화레즘 소비에트 인민공화국을 세웠다.

### 1924년 화레즘 소비에트 사회주의 공화국의 멸망
1923년 10월 17일부터 20일까지 열린 4회 브제호레즘스키 의회에서는 새로운 헌법의 제정과 더불어 화레즘 소비에트 인민공화국이라는 국가 이름을 채택했다. 1924년 9월 29일부터 10월 2일까지 열린 5회 브제호레즘스키 의회에서는 이름을 화레즘 소비에트 사회주의 공화국으로 바꿨다. 1924년 10월 27일 국가 영토 경계 확정령으로 인해 중앙아시아의 화레즘 소비에트 사회주의 공화국이 폐지되고 대신 이 영역을 타지키스탄 소비에트 사회주의 자치공화국(이후 우즈베크 소비에트 사회주의 공화국이 됨)과 투르크멘 소비에트 사회주의 공화국의 일부로 편입했다.

## 혁명의 결과
혁명의 결과로 1920년 히바의 군주제가 전복되고 공화국이 선포되었으며, 이후 1924년에는 소련의 일부로 편입되었다.

## 같이 보기
- 히바 칸국
- 히바 쿠데타 (1918년)
- 페트로-알렉산드로브스크 포위전
- 히바 작전 (1920년)
- 누쿠스 방어전 (1920년)
- 히바 방어전
- 러시아 내전
- 화레즘 소비에트 인민공화국
- 화레즘 소비에트 사회주의 공화국
- 붉은 군대
- 투르키스탄 소비에트 사회주의 자치 공화국
- 우즈베크 소비에트 사회주의 공화국
- 투르크멘 소비에트 사회주의 공화국

## 참고 문헌
- (러시아어) Очерки истории Каракалпакской АССР, т. 2 (1917—1963 гг.). Ташкент, 1964, с 68.